# Patani
Patani (taj. ปัตตานี) – miasto w południowej Tajlandii, położone na wschodnim wybrzeżu Półwyspu Malajskiego, nad Zatoką Tajlandzką, na północ od miasta Yala.
W XVI w., jako pierwszy port morski w Syjamie, zostało otwarte dla handlu zagranicznego. Ośrodek handlowy regionu, uprawy palmy kokosowej, kauczukowca, tytoniu. Port wywozu cyny i kauczuku oraz port rybacki.
43 631 mieszkańców (stan na 2005 r.)